# Phosphorémie
La phosphorémie ou phosphatémie est le taux de phosphore à l'état de phosphates dans le plasma sanguin. Chez l'être humain adulte, le taux normal est compris entre 0,8 et 1,45 mmol/L ou entre 30 et 45 mg/L.

## Pathologies

### Hyperphosphorémie ou hyperphosphatémie
L'hyperphosphatémie correspond à une élévation anormale du taux de phosphate dans le plasma. 

### Hypophosphorémie ou hypophosphatémie
L'hypophosphatémie correspond à une diminution anormale du taux de phosphate dans le plasma.